# Bugulella sinica
Bugulella sinica är en mossdjursart som beskrevs av Liu 1984. Bugulella sinica ingår i släktet Bugulella och familjen Bugulidae. Inga underarter finns listade i Catalogue of Life.